# De schreeuw van De Leeuw
De schreeuw van De Leeuw was een Nederlands humoristisch televisieprogramma van de omroep VARA. De presentatie van het programma was in handen van Paul de Leeuw, waar tevens het programmanaam vanaf stamt. Met behulp van zijn typetjes Bob de Rooij en Annie de Rooij probeerde hij taboes te doorbreken. Velen noemen dit een van de beste programma's van De Leeuw, wat wordt ondersteund door het feit dat De schreeuw in 1994 werd genomineerd voor de Gouden Televizierring. Bovendien werd de uitzending met René Klijn over aids in 1992 beloond met de "Bronzen Roos" op het Festival van Montreux en de Zilveren Medaille "TV Programs and Promotion Award" op het New York Festival.

## Vaste onderdelen
Door de seizoenen heen waren er vaak vaste onderdelen, maar deze wisselden door de seizoenen heen veel af. Hieronder enkele vaste rubrieken uit enkele seizoenen.

### Bob en Annie de Rooy
Vanaf de eerste aflevering waren er de typetjes Bob en Annie de Rooy, die in elke aflevering een filmpje hadden, wat De Leeuw altijd met de kreet: "FILMPJE!" aankondigde. Latere seizoenen bevatten een live stukje van Bob in zijn rubriek 'Dat wilt ik nou effe kwijt!', waarin hij zijn mening uitte over de actualiteit, en een filmpje van Annie. Met name in het laatste seizoen werden deze twee onderdelen af en toe gecombineerd.
Bob en Annie kregen veel succes. Omdat De Leeuw wilde stoppen met Bob en Annie, nam hij als afscheid de speelfilm Filmpje! op. Hij hield zich hier echter niet aan en de typetjes verschenen later weer ten tonele.

### Paulus de Heidekabouter
Een ander onderdeel van het programma was Paulus de Heidekabouter, een door De Leeuw uitgevoerd poppenspel begeleid op de piano door Cor Bakker. Hoofdrolspelers waren Paulus de Heidekabouter met een hoog stemmetje en de heks Eucalypta met een gemene hoge stem. Eucalypta kon bijzonder grof zijn in haar taalgebruik en de serie was dan ook niet geschikt voor kinderen. Naast vele andere door De Leeuw zelf verzonnen dieren kwam er ook het personage Tineke de Takkentrol in voor. Dit personage vertoonde grote gelijkenis met presentatrice Tineke de Nooij. Het poppenspel was een persiflage op zowel Paulus de boskabouter als de Fabeltjeskrant. Daarnaast was Paulus de Heidekabouter ook te horen in het radioprogramma van De Leeuw in het programma De Leeuw wordt wakker.

### Fasten your seatbelts
Fasten your seatbelts was een parodie op de geflopte vliegtuigsoap van Veronica, 'Take off'. Oudere mensen speelden hierin op belachelijk slechte wijze een verhaal als stewards en stewardessen bij een luchtvaartmaatschappij.